# Edwin Ohlsson
August Edwin Ohlsson, född den 6 mars 1866 i Göteborg, död den 22 november 1956 i Hemmesjö församling, var en svensk industriman. Han var far till Carl Olof Gisle.
Ohlsson bildade efter kontorsanställning i Göteborg och London 1897 Tingstads trävaru AB. Han var direktör för AB Rämen-Liljedal 1906–1912 och vice ordförande i direktionen för Södra Sveriges Statsarbeten 1918–1923 samt innehade senare Åryds bruk. Ohlsson gjorde en betydande insats i sin strävan att skapa produktiv skogsmark av kalmarker i södra och mellersta Sverige. Ett led i denna strävan var Ohlssons initiativ till bildandet av Sydvästra Sveriges skogssällskap 1912, för vars verksamhet Ohlssons insats var av avgörande betydelse.